# José Luis Abajo
José Luis Abajo Gómez –apodado Pirri– (Madrid, 22 de junio de 1978) es un deportista español que compitió en esgrima, especialista en la modalidad de espada.
Participó en los Juegos Olímpicos de Pekín 2008, obteniendo una medalla de bronce en la prueba individual, la primera medalla olímpica de España en esgrima.
Ganó dos medallas en el Campeonato Mundial de Esgrima, plata en 2006, en la prueba por equipos, y bronce en 2009, en la prueba individual, y dos medallas de plata en el Campeonato Europeo de Esgrima, en los años 2000 y 2014, ambas en la prueba por equipos.
Se retiró de la competición en 2016. Desde 2021 es el presidente de la Real Federación Española de Esgrima.

## Palmarés internacional
| Juegos Olímpicos   | Juegos Olímpicos      | Juegos Olímpicos  | Juegos Olímpicos   |
| Año                | Lugar                 | Medalla           | Prueba             |
| ------------------ | --------------------- | ----------------- | ------------------ |
| 2008               | Pekín (China)         | Medalla de bronce | Espada individual  |
| Campeonato Mundial |                       |                   |                    |
| Año                | Lugar                 | Medalla           | Prueba             |
| 2006               | Turín (Italia)        | Medalla de plata  | Espada por equipos |
| 2009               | Antalya (Turquía)     | Medalla de bronce | Espada individual  |
| Campeonato Europeo |                       |                   |                    |
| Año                | Lugar                 | Medalla           | Prueba             |
| 2000               | Funchal (Portugal)    | Medalla de plata  | Espada por equipos |
| 2014               | Estrasburgo (Francia) | Medalla de plata  | Espada por equipos |